# دراواچهی
دراواچهی (به مجاری:  Drávacsehi) یک منطقهٔ مسکونی در مجارستان است که در ناحیه شیکلوش واقع شده‌است. دراواچهی ۷۷۳ نفر جمعیت دارد.